# 大衛·加勒特
大卫·加勒特（David Garrett，本名David Bongartz，1980年9月4日—），又譯大衛·葛瑞特、戴维·嘉雷特、大衛·蓋瑞等，德國跨界小提琴家。

## 生平
加勒特生於德國亞琛，父親是德國人，母親是美國人。他天賦過人，於4歲時無師自通地拉奏哥哥的小提琴，家人便發現其天賦。一年後他參加了一個比賽並且奪得了獎項。7歲就已經每星期在公眾面前表演一次。21歲時獲邀在英國廣播公司的逍遙音樂會上演奏。2004年在朱利亞德學院畢業。
他被譽為「古典樂界的」

## 專輯
- Free (2007)
- Virtuoso (2007)
- Encore (2008)
- David Garrett (2009)
- Classic Romance (2009)
- Rock Symphonies (2010)
- Legacy (2011)
- Music (2012)
- 14 (2013)
- Garrett VS. Paganini (2013)
- Caprice (2014)
- Timeless – Brahms & Bruch Violin Concertos (2014)
- Explosive (2015)
- Alive - My Soundtrack (2020)
- ICONIC (2020)

## 外部連結
- 官方網站